# Новоалександровка (Березнеговатский район)
Новоалександровка (укр. Новоолександрівка) — село в Березнеговатском районе Николаевской области Украины.
Основано в 1914 году. Население по переписи 2001 года составляло 116 человек. Почтовый индекс — 56224. Телефонный код — 5168. Занимает площадь 0,801 км².

## Местный совет
56224, Николаевская обл., Березнеговатский р-н, с. Озёровка, ул. Школьная, 43